# 乌拉圭国歌
《乌拉圭国歌》（西班牙語：Himno Nacional de Uruguay），因其歌词的第一句也被称为“东岸人，无祖国毋宁死”（西班牙語：Orientales, la Patria o la Tumba）。
乌拉圭在1828年独立时尚没有国歌，于是，诗人弗朗西斯科·阿库尼亚·德·菲格罗阿提供给政府一份国歌歌词方案，这份原有11段的歌词于1833年被政府采纳，作者用合唱段和第一段讴歌了本土英烈在独立斗争中的骁勇气概，而另一些段落则着重表达了对前宗主国西班牙帝国和曾吞并乌拉圭的巴西帝国的愤慨。
这首颂歌是“拉丁美洲史诗音乐”的典型，这不仅缘于其歌词体裁，还因为它具有意大利歌剧式的曲风。它的独唱部分带着歌剧作曲家威尔第的影子，而合唱段则富有多尼采蒂和贝利尼的色彩。不过，其实作曲者是不那么出名的匈牙利裔作曲家弗朗西斯科·何塞·德巴利，他于1838年移民至乌拉圭，之前是意大利皮埃蒙特大区军乐队指挥。他的作品于1845年7月19日首度亮相，并于1848年7月25日被正式定为国歌。乐曲的创作得到了费尔南多·奇哈诺的协助。
在正式表演中，乌拉圭国歌以长达1分钟左右的前奏开始，接下来呈现出典型的三部曲式，合唱段完了是独唱段，最后又是合唱段。为了适应曲子，有几句歌词要重复好几遍，终于保住了本作的长度。即使如今第2段至第11段不再被演唱，这首共有105个小节，完整演奏一遍往往需要4分半至5分钟的国歌仍是世界上最长的国歌。因此，在部分场合（如世界杯足球赛等运动会，乃至一些外交场合）只能演奏其缩短版本。
乌拉圭国歌的作词者和作曲者还创作了巴拉圭国歌《巴拉圭人，无共和毋宁死》。“东岸”是乌拉圭人民很熟悉的一个词，指的是相对于阿根廷而言的拉普拉塔河东岸的祖国。

## 歌词

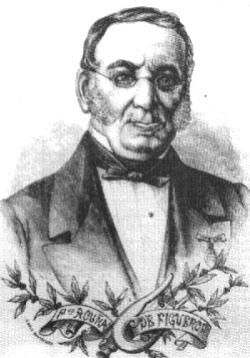
弗朗西斯科·阿库尼亚·德·菲格罗阿

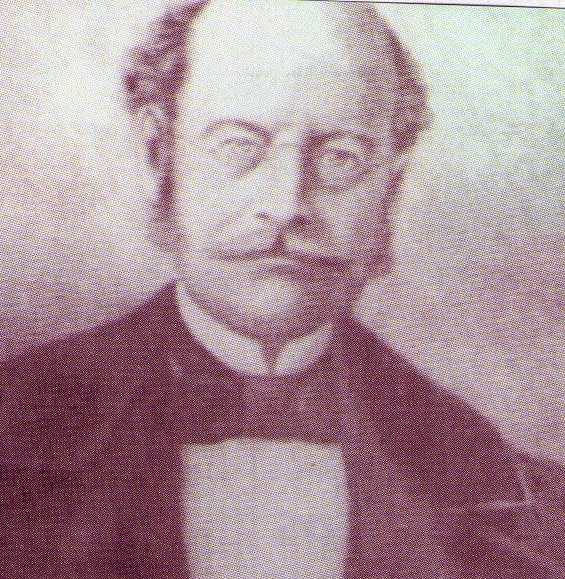
弗朗西斯科·何塞·德巴利

注：粗体表示的歌词代表独唱段落，其余则为合唱。
| 西班牙語 ¡Orientales, la Patria o la tumba! ¡Libertad, o con gloria morir! ¡Orientales, la Patria o la tumba! ¡Libertad, o con gloria morir! Es el voto que el alma pronuncia, y que heroicos, sabremos cumplir. Es el voto que el alma pronuncia, y que heroicos, ¡sabremos cumplir! ¡Que sabremos cumplir! Es el voto que el alma pronuncia, y que heroicos, ¡sabremos cumplir! ¡Que sabremos cumplir! ¡Sabremos cumplir! ¡Libertad, libertad, Orientales! Este grito a la patria salvó. que a sus bravos, en fieras batallas, De entusiasmo sublime inflamó. ¡Libertad, libertad, Orientales! Este grito a la patria salvó. que a sus bravos, en fieras batallas, De entusiasmo sublime inflamó. De este don sacrosanto la gloria Merecimos. Tiranos ¡temblad! Tiranos ¡temblad! ¡Ah! ¡Libertad! en la lid clamaremos. Y muriendo, también ¡Libertad! ¡Libertad! en la lid clamaremos. Y muriendo, también ¡Libertad! También ¡Libertad! ¡Orientales, la Patria o la tumba! ¡Libertad, o con gloria morir! ¡Orientales, la Patria o la tumba! ¡Libertad, o con gloria morir! Es el voto que el alma pronuncia, y que heroicos, sabremos cumplir. Es el voto que el alma pronuncia, y que heroicos, ¡sabremos cumplir! ¡Que sabremos cumplir! Es el voto que el alma pronuncia, y que heroicos, ¡sabremos cumplir! ¡Que sabremos cumplir! ¡Sabremos cumplir! | 中译文 东岸人，无祖国，宁愿入土， 不自由不如光荣地死！ 东岸人，无祖国，宁愿入土， 不自由不如光荣地死！ 每颗心都这样庄严宣誓， 决心去完成崇高的事。 每颗心都这样庄严宣誓， 决心去完成崇高的事！ 完成崇高的事！ 每颗心都这样庄严宣誓， 决心去完成崇高的事！ 完成崇高的事！ 决心去完成！ 自由，自由，东岸人民！ 这呼声救了我们祖国。 我们满腔热血涌上心头， 雄赳赳投入激烈战斗。 自由，自由，东岸人民！ 这呼声救了我们祖国。 我们满腔热血涌上心头， 雄赳赳投入激烈战斗。 荣誉是应得的神圣礼物， 它让暴君吓得发抖！ 颤抖吧！暴君！ 啊！ 高呼自由在战斗的时候， 临死时还是要喊自由！ 高呼自由在战斗的时候， 临死时还是要喊自由！ 还要喊自由！ 东岸人，无祖国，宁愿入土， 不自由不如光荣地死。 东岸人，无祖国，宁愿入土， 不自由不如光荣地死。 每颗心都这样庄严宣誓， 决心去完成崇高的事。 每颗心都这样庄严宣誓， 决心去完成崇高的事！ 完成崇高的事！ 每颗心都这样庄严宣誓， 决心去完成崇高的事！ 完成崇高的事！ 决心去完成！ |